# Хундсгугель

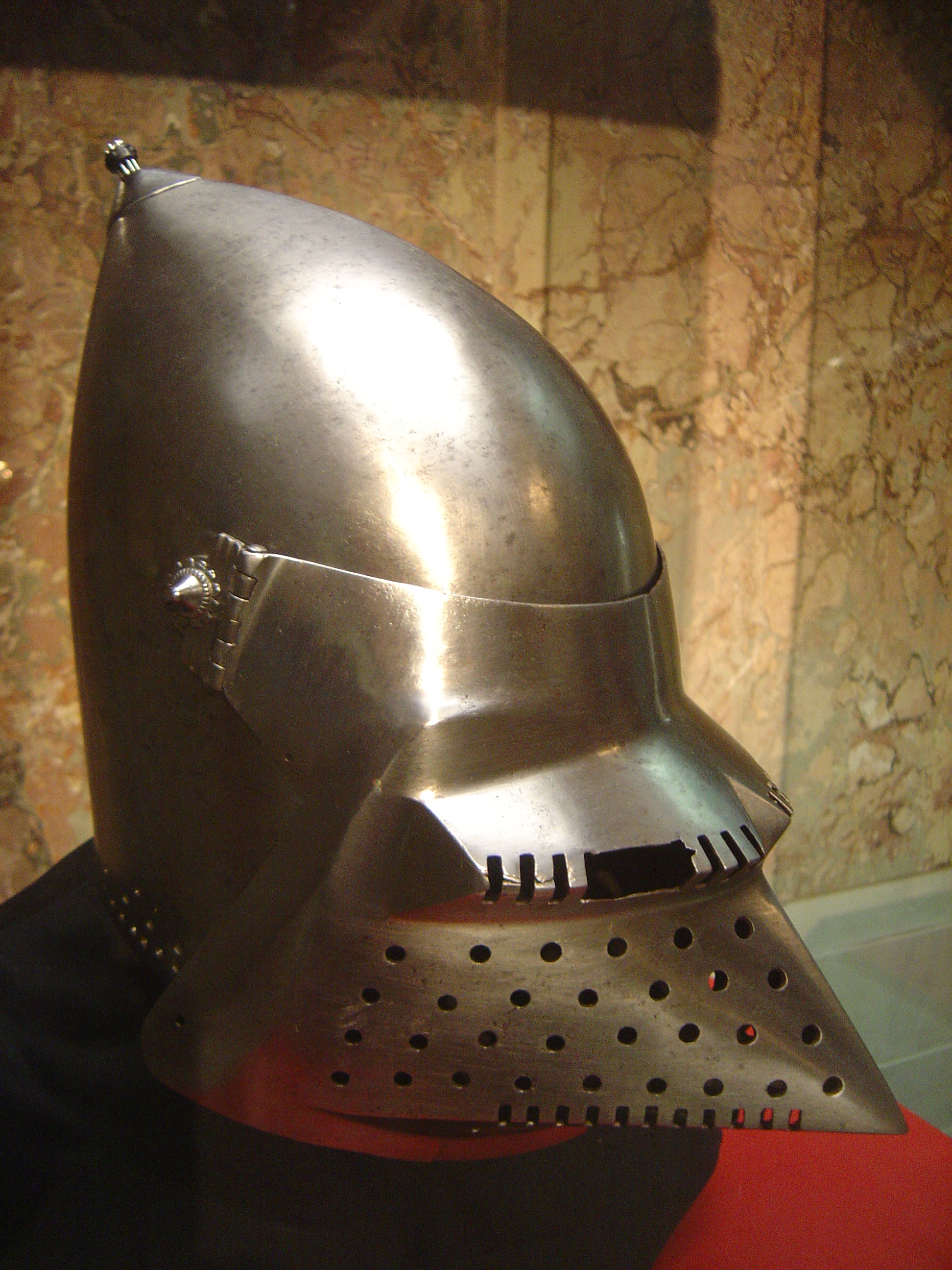
Итальянский шлем начала XV века

Хундсгугель (нем. hundsgugel — собачий капюшон) — разновидность шлема типа бацинет с сильно вытянутым вперёд конусовидным забралом. 
Такая форма забрала увеличивала площадь его поверхности, что позволяло снабдить его множеством вентиляционных отверстий. Это значительно облегчало дыхание воина. Такие отверстия часто располагались лишь на правой стороне шлема, поскольку в конном бою на копьях подвергалась опасности в первую очередь левая половина головы. Коническая форма и гладкость левой части забрала помогала наконечнику вражеского копья соскользнуть даже при мощном ударе. 
Шлем применялся европейским рыцарством в XIV—XV веках.